# (11614) Istropolitana
(11614) Istropolitana est un astéroïde de la ceinture principale.

## Description
(11614) Istropolitana est un astéroïde de la ceinture principale. Il fut découvert le 14 janvier 1996 à Modra par Adrián Galád et Alexander Pravda. Il présente une orbite caractérisée par un demi-grand axe de 2,99 UA, une excentricité de 0,13 et une inclinaison de 12,0° par rapport à l'écliptique.

## Compléments